# Fierabras (Karelroman)
Fierabras is de omstreden benaming van een Middelnederlandse Karelroman, waarvan slechts één fragment bewaard is gebleven. Hoewel de tekst ook bekendstaat onder de namen Doon de Mayence en Jehan de Lanson is een Oudfranse bron tot hiertoe niet aangewezen. Verder is het ook onduidelijk waar, wanneer en door wie de Middelnederlandse tekst voor het eerst is neergeschreven.

## Overlevering
Het Middelnederlandse fragment van Fierabras bevat 372 verzen en is onderverdeeld in drie kolommen van 62 regels. Uit de taal en het schrift van het fragment kan men afleiden dat het werd gekopieerd in Vlaanderen in het midden van de veertiende eeuw. Edmond de Coussemaker, voorzitter van het Comité flamand de France, ontdekte het fragment als omslag in de archieven van het Noord-Franse Broekburg (Bourbourg). Intussen is het fragment opnieuw verdwenen. Mogelijk ligt het in het Fonds ancien de la Bibliothèque Municipale (Broekburg) of in de Archives Départementales du Nord (Rijsel), waar delen van het Broekburgse archief bewaard worden.
Er zijn twee edities van het fragment in omloop. In 1860 gaf Philippe Blommaert de eerste editie uit in de Annales du Comité flamand de France. Gerrit Kalff zorgde in 1886 voor een tweede editie (onder de naam Doon de Mayence), die hij uitgaf in zijn Epische fragmenten .

## Korte inhoud
Omdat we de volledige Middelnederlandse tekst niet kennen, moeten we ons beperken tot het fragment.
Drie ridders, Fierabras, Elegast en Milo, zijn gezamenlijk op jacht geweest en keren terug naar de stad Vauclere, die wordt belegerd door de Saracenen. Onderweg ontmoeten ze drie Saraceense vorsten. Deze ontmoeting mondt al gauw uit in een twist en beide partijen besluiten de volgende dag hun krachten te meten buiten de stad Vauclere, op een eiland dat vlak bij de stad gelegen is. Daarna vervolgen de drie ridders hun tocht, die hen leidt naar de legerplaats van de heidenen. Fierabras, Elegast en Milo stormen het kamp binnen en bereiken de tent waar de Saraceense vorst Habigant en de sultan Calistyen juist aan tafel zitten. De ridders houwen de tentpalen om en de Saracenen worden gevangen onder het tentzeil. Na nog vele vijanden te hebben gedood, willen ze Vauclere binnenrijden, maar ze worden tegengehouden door twintigduizend Saracenen. Er volgt een nieuw gevecht, waarin de drie ridders wonderen van dapperheid verrichten. Hier eindigt het fragment.

## Historiek van het onderzoek
Tijdens de afgelopen decennia hebben heel wat onderzoekers een poging ondernomen om de Middelnederlandse tekst te identificeren, tot nog toe zonder sluitend resultaat.
Willem Jonckbloet (1884) meende dat het verhaal zijn oorsprong vindt in een Oudfrans chanson de geste, dat de naam Doon de Mayence draagt. Hij beweerde dit op basis van plaats- en eigennamen, zoals Vauclere en Habigant, die in beide werken voorkomen. Gerrit Kalff (1886) daarentegen wilde bij gebrek aan gegevens geen uitspraken doen over een mogelijke brontekst. Wel achtte hij het heel onwaarschijnlijk dat het om een oorspronkelijke Middelnederlandse roman gaat. Volgens hem is de tekst vermoedelijk een vrije bewerking van Oudfranse epische verhaalstof.
In 1922 duidde Jan te Winkel Jehan de Lanson, een ander Oudfrans chanson de geste, aan als brontekst, omdat de rol van Elegast opvallende overeenkomsten vertoont in beide werken. Hans Kienhorst voegde hier in 1988 aan toe dat ook de Duitse prozaroman Fierabras of het gelijknamige Oudfranse chanson de geste geen houvast bieden, hoewel in al deze werken een personage met de naam "Fierabras" optreedt.
De meest recente uitspraak over de oorsprong van het verhaal komt van Bart Besamusca en dateert uit 2008. Besamusca stelde dat onderzoekers er niet te snel van uit mogen gaan dat er achter elke Middelnederlandse tekst een Oudfrans origineel schuilgaat. De mogelijkheid dat het toch om een originele Middelnederlandse roman gaat, wil hij dus niet zomaar uitsluiten.